# Faro de Cala Figuera
El faro de Cala Figuera es un faro situado en la punta occidental de la Bahía de Palma, cerca de la localidad de Son Ferrer, municipio de Calviá, en la isla de Mallorca (Islas Baleares, España).

## Historia
Fue inaugurado en 1860 clasificado como faro de 6º orden, en realidad se montó un aparato óptico de 5º orden, con luz blanca fija y lámparas de nivel constante. En 1919 se instalaron  pantallas giratorias para producir una característica de 2 ocultaciones cada 10 segundos y se cambió la alimentación a acetileno con gasógeno. En 1950 se estropeó el sistema de acetileno y se pasó a una lámpara Maris o Aladino (se usaron ambas alternativamente).
En 1962 realizaron extensas modificaciones en las que se recreció la torre en 10 metros, se sustituyó la vieja linterna por una aeromarítima, se electrificó el faro, instalándose una lámpara de 1.500 w y una nueva óptica de 4º orden cambiándose la característica a un grupo de 4 destellos cada 20 segundos, que mantiene en la actualidad y finalmente fue pintado con unas características bandas negras helicoidales. 
En septiembre de 1970 se instaló un radiofaro que fue sustituido posteriormente por un Sistema de Posicionamiento Global diferencial (DGPS).

## Características
El faro emite grupos de cuatro destellos de luz blanca en un ciclo total de 20 segundos. Sólo es visible en el sector entre 293° a 094°. Su alcance nominal nocturno es de 15 millas náuticas. Tiene una señal sonora que emite dos señales de dos segundos de duración en un ciclo de 10 segundos. Además posee una estación de Sistema de Posicionamiento Global diferencial (DGPS).